# Сарсембаев, Мират Тулегенович
Мират Тулегенович Сарсембаев (род. 13 июля 1986, Талды-Курган) — казахстанский боксёр, бронзовый призёр чемпионата мира 2005 года (в/к до 51 кг), участник Олимпийских игр 2008 года (в/к до 51 кг), мастер спорта международного класса Республики Казахстан.

## Карьера
На чемпионате мира 2005 года Сарсембаев победил Дона Бродхёрста и Валида Шерифа, но проиграл в полуфинале кубинцу Андри Лаффите (29:16), завоевав бронзу. В 2005 году был членом национальной сборной Казахстана на кубке мира по боксу 2005 года в Москве.
На Азиатских играх 2006 года он проиграл в четвертьфинале Сомчиту Чонгчохору (11:20). На чемпионате мира 2007 года проиграл тому же сопернику (8:17).
На Олимпиаде 2008 года в 1/16 он обыграл Рафала Кацора (14:5), но в 1/8 финала уступил россиянину Георгию Балакшину (4:12).